# 有效核电荷
有效核电荷是指在多电子原子中，某一个电子所受的净正电荷。这个概念是基于屏蔽效应理论而存在：由于共同带有负电荷的内外层电子之间存在排斥力，内层电子“阻挡”了一部分外层电子与原子核之间的正负电荷吸引力。应用这个概念，可以直接根据原子的氧化值判断核电荷的强度。
在单电子原子中，电子受到原子核中全部正电荷的吸引（即屏蔽作用不存在）。这种情况下，有效核电荷可以直接应用库仑定律计算。然而，在多电子原子中，处于外层的电子既受到正电荷的吸引，同时也被处于内层带负电荷的电子排斥。此时，其中一个电子所受的有效核电荷可以用以下公式求得：
{\displaystyle Z_{\mbox{eff}}=Z-S}
其中
Z是原子核中的质子数量，
S是所研究的电子与原子核之间的电子（即，非价电子）的平均数量（考虑到电子的随机运动，价电子有一定可能进入、非价电子也有可能短暂离开这片区域）
S 可以通过许多方法求得，其中最简单的一种被称作“斯莱特定则”（以化学家约翰·C·斯莱特命名）。
另外，道格拉斯·哈特里将哈特里-福克轨道的有效核电荷定义为：
{\displaystyle Z_{\mbox{eff}}={\frac {<r>_{\mbox{H}}}{<r>_{\mbox{Z}}}}}
其中 <r>H 是氢原子的平均半径，而 <r>Z 是带有Z个核电荷的原子中、所研究的轨道的平均半径。
备注： Zeff 也常被记作 Z*. 